# Aad van den Hoek
Aad van den Hoek (Dirksland, 14 oktober 1951) is een Nederlands voormalig wielrenner. Hij was beroepsrenner tussen 1974 en 1983 en was goed bevriend met Gerrie Knetemann. Zijn grootste successen boekte hij als amateur en in ploegentijdritten. In 1976 werd Van den Hoek laatste in het eindklassement van de Ronde van Frankrijk en trad zo toe tot het gezelschap van Dragers van de Rode Lantaarn.

## Ploegentijdritten
Op de Wereldkampioenschappen wielrennen 1971 won Van den Hoek het zilver op de ploegentijdrit voor amateurs over 100 kilometer, samen met Fedor den Hertog, Adri Duyker en Frits Schür. Met zijn professionele ploeg TI-Raleigh won hij vier ploegentijdritten in de Rondes van Frankrijk van 1976, 1978 en 1981.

### Olympisch brons geschrapt
In 1972 werd hij derde in de ploegentijdrit op de Olympische Spelen. Op het tussenpunt na 25 kilometer had de ploeg nipt de snelste tijd. Na iets meer dan veertig kilometer sprong een spaak bij Van den Hoek, trok zijn achterwiel krom en liep het aan. Het wisselen van het wiel zou zo'n anderhalve minuut kosten en dat vond bondscoach Joop Middelink een te groot risico. Hennie Kuiper, Cees Priem en Fedor den Hertog reden met z'n drieën door en kwamen met slechts een minuut en tien seconden achterstand binnen.
De bronzen medaille werd naderhand geschrapt, omdat Van den Hoek betrapt werd op het gebruik van coramine. Dit middel was wel toegestaan door de UCI, maar niet door het IOC.

## Belangrijkste overwinningen
1971
- WK Mendrisio 100 km ploegentijdrit

1972
- 1ste etappe Rond om Düren (D)
- Ronde van Gelderland
- Ronde van Midden-Nederland
- 8ste etappe Ronde van Oostenrijk

1973
- Olympia's Tour
  - 7de etappe [3]
  - Puntenklassement
  - tweede plaats in het Eindklassement en drie etappes
  - 3de etappe ploegentijdrit met team Ketting
  - Ploegenklassement met team Ketting
- Ronde van Dirksland
- Ronde van Oude Tonge
- Ronde van Blekensgraaf
- 7de etappe Ploegentijdrit Milk Race
- 11de etappe Milk Race (Eng)
- Ronde van Roosendaal
- Ronde van Liverpool (Eng)

1974
- Ster van Bladel
- Ronde van Baasrode (B)
- Ronde van Oud Gastel
- Olympia's Tour
  - 2de etappe
  - Puntenklassement
  - Eindklassement 3e
- Ronde van Kruisland
- Ronde van ś-Heerenhoek
- Ronde van Nieuwmoer (B)
- Grote Prijs Alex Smitz (Luxemburg)
- Ploegentijdrit Nationaal team Wuustwezel (B)
- Eindklassement Ronde van Rijnland-Palts

1975
- Eindklassement Étoile des Espoirs
- Ronde van de IJsselmonding

1976
- Acht van Chaam
- rit 5a, ploegentijdrit Ronde van Frankrijk met TI-Raleigh
- Rode lantaarn Ronde van Frankrijk
- Hansweert
- NK Simpelveld

1977
- 7e etappe Deel B Ruta del Sol

1978
- 4e rit, ploegentijdrit Ronde van Frankrijk met TI-Raleigh
- 1e etappe Deel B Ronde van Nederland
- Ronde van Made
- Ronde van 's-Gravenpolder
- Flits van Echt

1979
- 1e etappe Ronde van Duitsland
- Eindklassement 2de Ronde van Duitsland
- Ronde van Kruiningen
- 3e rit Zes van Rijn en Gouwe
- eindklassement Zes van Rijn en Gouwe
- Ronde van Sas van Gent
- Ronde van Elsloo

1981
- rit 1b en 4, ploegentijdritten Ronde van Frankrijk met TI-Raleigh
- 2e etappe deel B Ronde van Catalonie
- Ronde van Alkmaar

1983
- Roosendaal
- Standdaarbuiten

## Resultaten in voornaamste wedstrijden
| Jaar | Ronde van Italië | Ronde van Frankrijk | Ronde van Spanje |
| ---- | ---------------- | ------------------- | ---------------- |
| 1975 |                  |                     |                  |
| 1976 |                  | 87e (laatste)       | opgave           |
| 1977 |                  | buiten tijd         |                  |
| 1978 |                  | 57e                 |                  |
| 1979 |                  |                     |                  |
| 1980 |                  |                     |                  |
| 1981 |                  | 115e                |                  |
| 1982 |                  |                     |                  |
| 1983 |                  |                     |                  |

| Jaar | Milaan-San Remo | Gent-Wevelgem | Ronde van Vlaanderen | Parijs-Roubaix | Parijs-Tours | Waalse Pijl |
| ---- | --------------- | ------------- | -------------------- | -------------- | ------------ | ----------- |
| 1975 |                 |               |                      |                | 15e          |             |
| 1976 |                 | 41e           |                      |                |              |             |
| 1977 |                 |               |                      |                |              |             |
| 1978 | 109e            | 35e           |                      |                |              |             |
| 1979 |                 |               |                      | 40e            | 108e         |             |
| 1980 | 73e             | 54e           |                      |                |              |             |
| 1981 |                 | 107e          |                      |                |              | 107e        |
| 1982 |                 | 52e           |                      |                |              |             |
| 1983 |                 | 38e           | 37e                  |                |              |             |

Wielerploegen van Aad van den Hoek
Atkins ·
Barnett ·
Barras ·
Bayton · 
van Beers ·
Bilsland ·
Bull ·
Cary ·
Chadwick · 
Crewe ·
Harrison ·
van den Hoek ·
Holmes ·
Hordijk · 
Jolly · 
van der Leeuw ·
Lloyd ·
Loevesijn ·
Moore · 
Pijnen ·
Pronk ·
Rompelberg ·
Schuiten ·
Tabak ·
Thurau ·
de Waal
Atkins ·
Barras ·
van Beers ·
Bracke ·
Cary ·
Haritz ·
van den Hoek ·
Hordijk · 
van der Leeuw ·
Lloyd ·
Pijnen ·
Pronk ·
Raas ·
Rompelberg ·
Schuiten ·
Sels ·
Sterk · 
Tabak ·
Thurau ·
Van der Helst · 
de Waal
Cary ·
De Cauwer ·
van Dongen ·
Haritz ·
van den Hoek ·
Hoogendoorn ·
Karstens · 
J. van Katwijk ·
P. van Katwijk ·
Knetemann ·
Kuiper  ·
Lloyd ·
Pijnen ·
Pronk ·
Raas ·
Thurau ·
Van der Helst
Bauwens ·
De Cauwer ·
Haritz ·
van den Hoek ·
Karstens · 
van Katwijk ·
Knetemann ·
Kuiper ·
Lubberding ·
Nickson ·
Pijnen ·
Pronk ·
Thurau
De Cauwer ·
De Gendt ·
Gevers ·
Huisjes ·
van den Hoek ·
Karstens · 
van Katwijk ·
Knetemann  ·
Kuiper ·
Lubberding ·
Nickson (tot 15/06) ·
Priem · 
Raas · 
Thaler · 
van der Velde · 
Wellens · 
Wesemael
De Gendt ·
Gevers ·
Havik ·
Hildred ·
van den Hoek ·
van Katwijk ·
Knetemann  ·
Mutter ·
Lubberding ·
Oosterbosch · 
Priem · 
Pronk ·
Raas  · 
Sutter ·
Thaler · 
van der Velde · 
van Vliet ·
Wellens · 
Wesemael
Breu ·
De Gendt ·
van den Hoek ·
van Katwijk ·
Knetemann ·
Mutter ·
Lubberding ·
Oosterbosch · 
Priem · 
Pronk ·
Raas  · 
van der Velde · 
van Vliet ·
Wellens · 
Wesemael · 
Wijnands · 
Zoetemelk
Freuler ·
Hanegraaf ·
van den Hoek ·
Hoste ·
Knetemann ·
Maas ·
Lubberding ·
Oosterbosch · 
Peeters · 
Priem · 
Pronk ·
Raas · 
van der Velde · 
van Vliet ·
Wesemael · 
Wijnands · 
Zoetemelk
De Keulenaer ·
Hanegraaf ·
van den Hoek ·
Hoste ·
Knetemann ·
Koppert ·
Lammerts ·
Lubberding ·
Peeters · 
Pirard · 
Priem · 
Raas · 
Rooks ·
Singleton ·
van der Velde · 
Veldscholten ·
van Vliet ·
Wijnands